# 7344 Summerfield
7344 Summerfield (1992 LU) là một tiểu hành tinh vành đai chính được phát hiện ngày 4 tháng 6 năm 1992 bởi C. S. Shoemaker ở Palomar.